# Torana

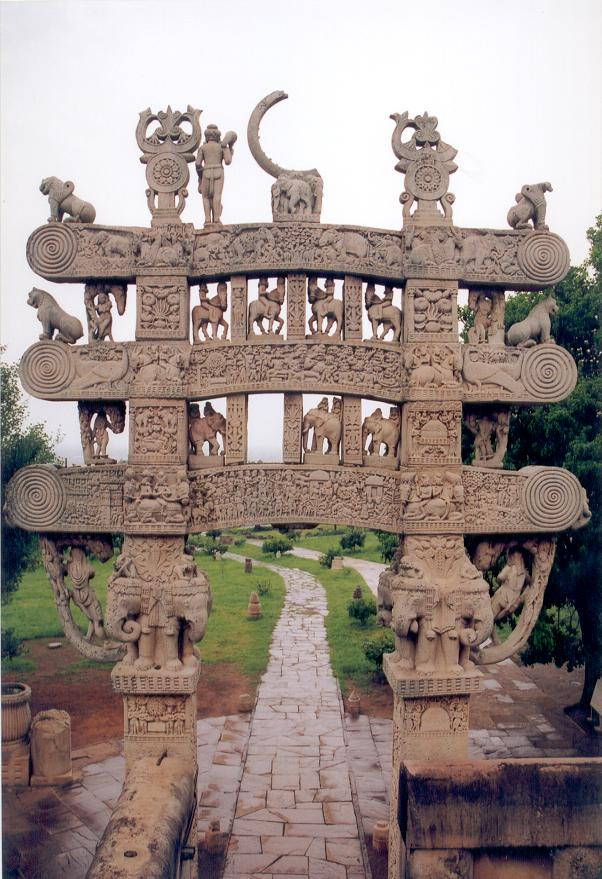
Torana vor dem Großen Stupa von Sanchi (1. Jh. v. Chr.)

Ein Torana ist ein – meist freistehendes – Tor vor einem buddhistischen, hinduistischen oder jainistischen Heiligtum in Indien oder anderen asiatischen Ländern. Es markierte ursprünglich den Übergang von der profanen zur sakralen Welt. In späterer Zeit ging die religiöse Implikation vielerorts verloren und das Tor wurde zu einem Willkommens- oder Ehrenmonument im Stadtgefüge.

## Ursprung und Bedeutung
Obwohl sich derartige Dinge nicht erhalten haben, kann man davon ausgehen, dass – mit Blumen und immergrünem Blattwerk – geschmückte Torana-Bögen schon im alten Indien aus Astgeflecht oder Holz gefertigt und bei Festen (Geburt, Hochzeit, Hauseinweihung) vor dem Haus aufgestellt wurden. In manchen Gegenden und bei entsprechenden Anlässen geschieht dies – selbst in den Städten Indiens – heute noch. Die Festgäste mussten durch dieses Tor hindurchgehen; dabei wurden böse Gedanken und böse Geister vernichtet – ein Torana hatte somit ursprünglich eine unheilabwehrende (apotropäische) Bedeutung. Wahrscheinlich erst in einer späteren Phase wurde ein solches Tor vorrangig als Willkommens- und Glückszeichen aufgefasst.

## Architektur
Die vielgestaltigen Toranas sind in der Regel freistehend und nicht an seitlich anschließende Bauten (Häuser oder Mauern) angebunden. Die klassischen Toranas ruhen auf zwei seitlichen Stützpfeilern, die mehrfache und reich geschmückte Sturzbalken tragen. Erst in späterer Zeit wurden auch vollständige Bogenformen möglich, doch blieb die Kombination von Bogen und Architrav in vielen Fällen erhalten.
In der späteren hinduistischen und jainistischen Architektur Indiens wurden die Torana-Bögen in die kleine Eingangshalle (mukhamandapa) eines Tempels integriert (z. B. Nagda, Khajuraho, Mount Abu). In selteneren Fällen wurden auch die Stützen im Innern der großen Vorhallen (mahamandapas) mit torana-Bögen verbunden (z. B. Nagda).

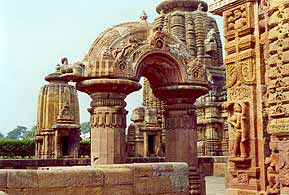
torana vor dem Mukteshvara-Tempel in Bhubaneswar
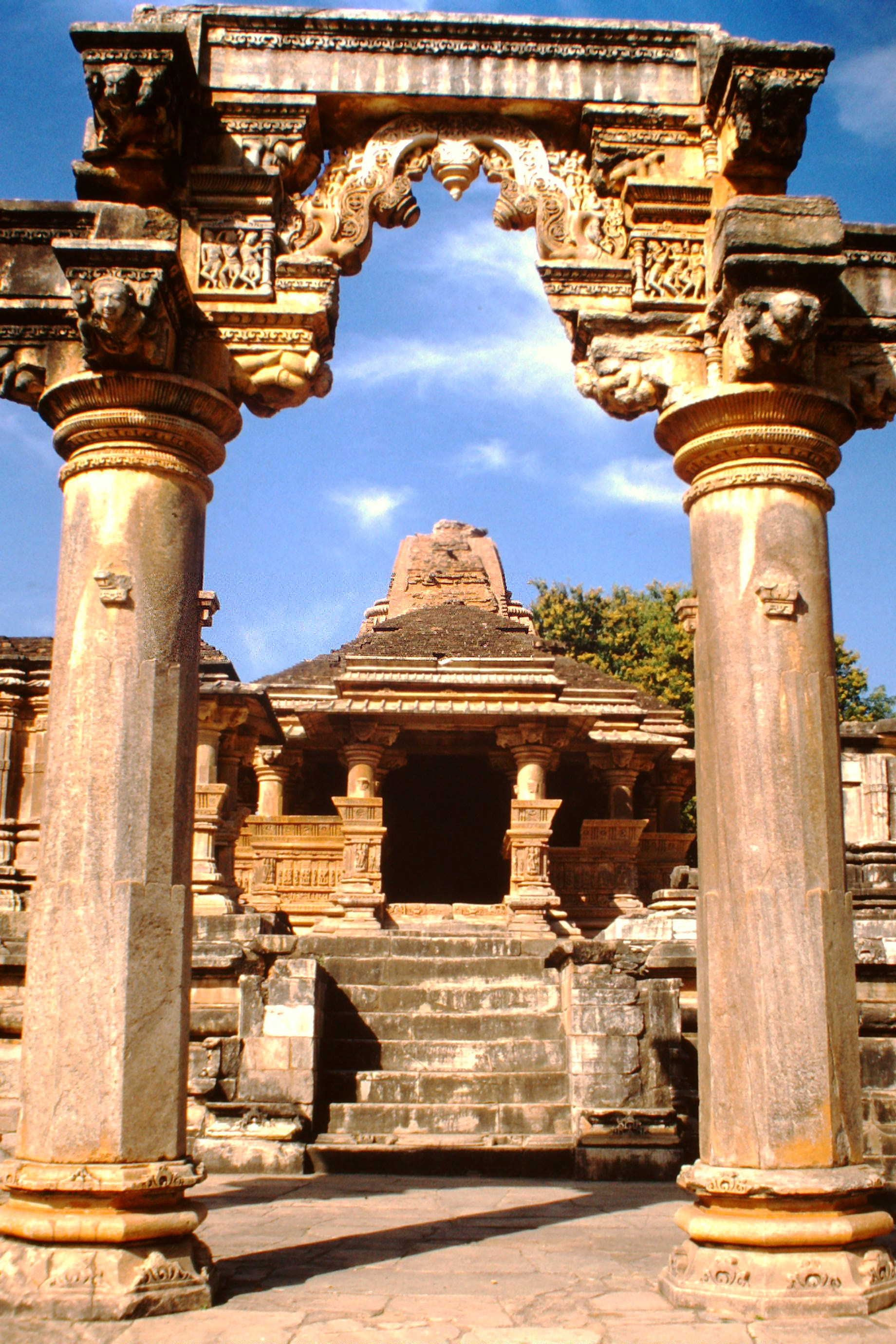
torana vor dem Sas-Bahu-Tempel in Nagda
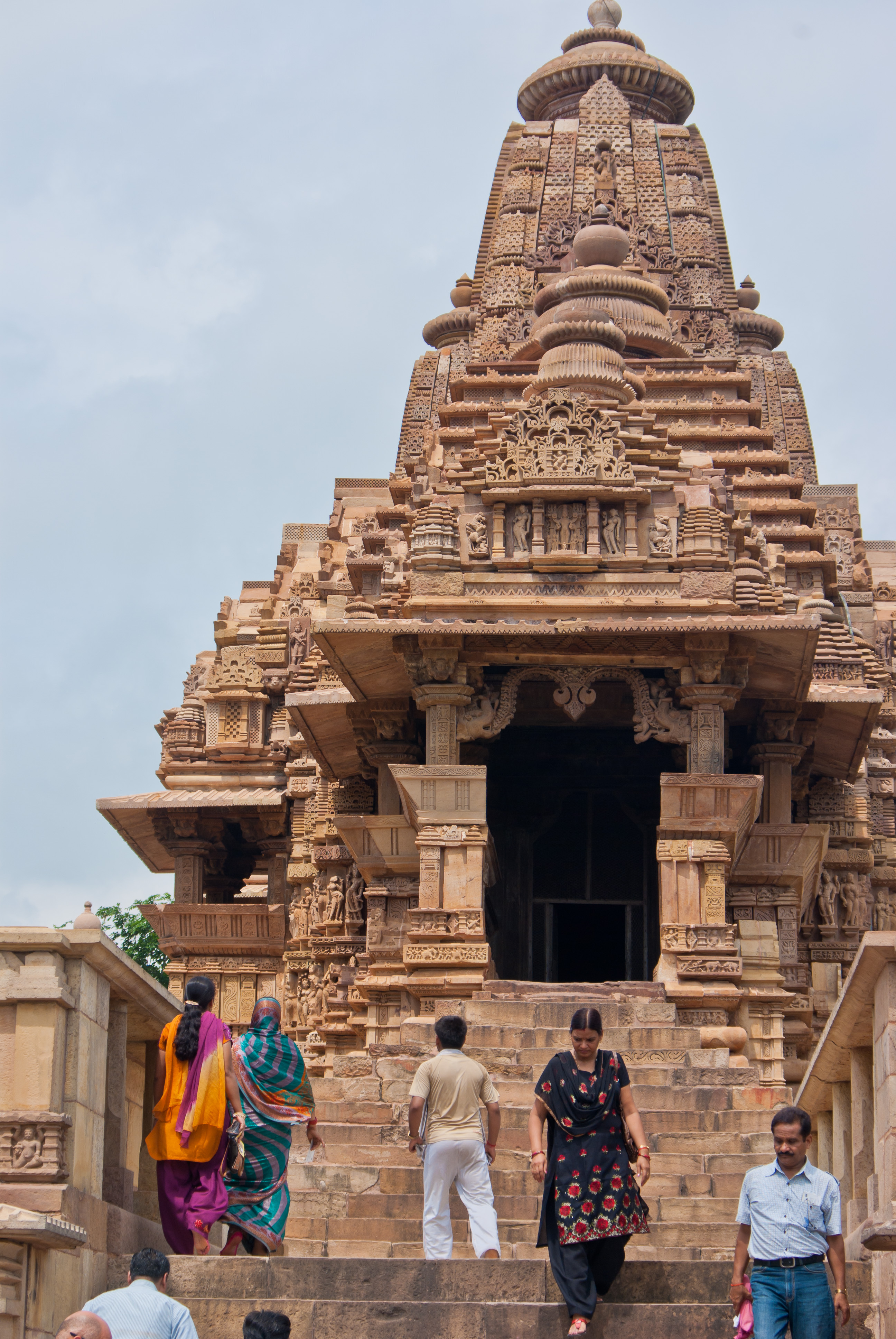
Integrierter torana-Bogen am Eingang zum Lakshmana-Tempel (Khajuraho)
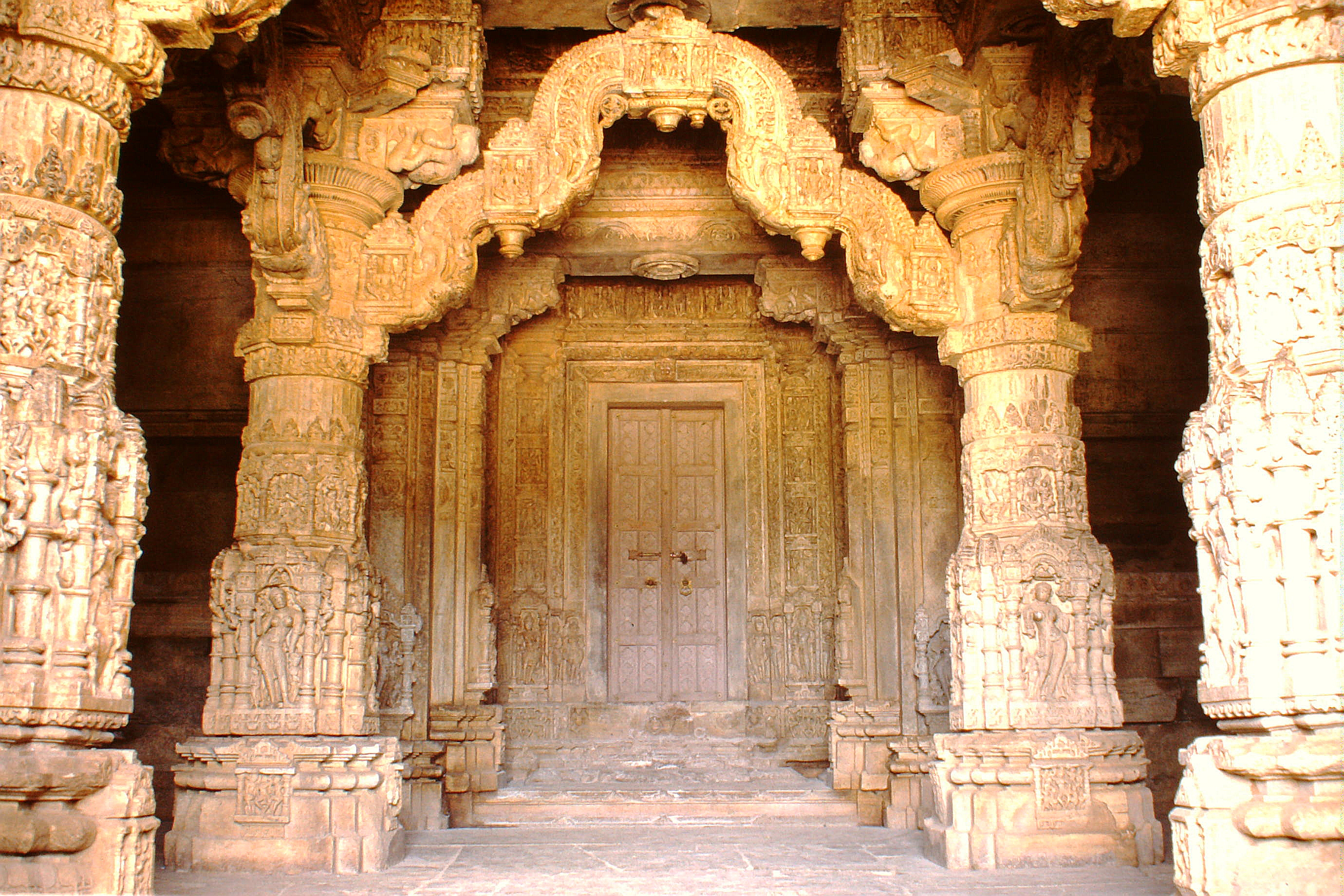
torana-Bögen im Innern der Mandapa des Sas-Bahu-Tempels, Nagda
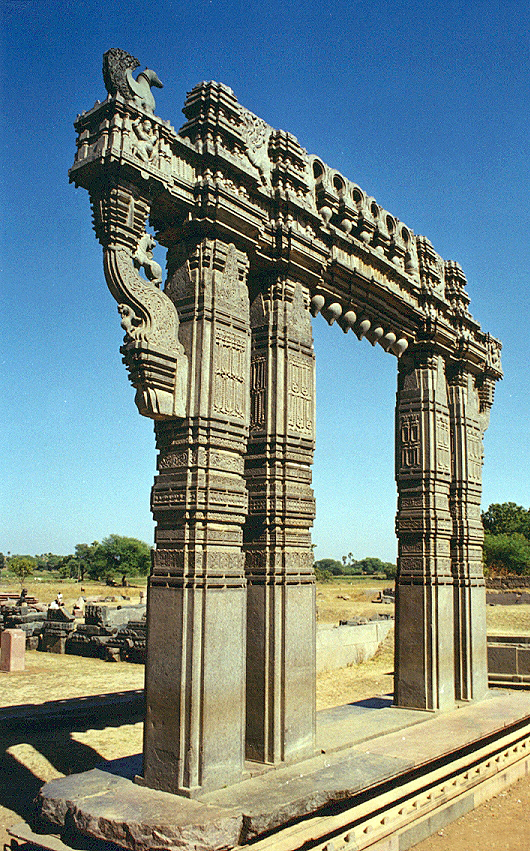
torana im Warangal-Fort
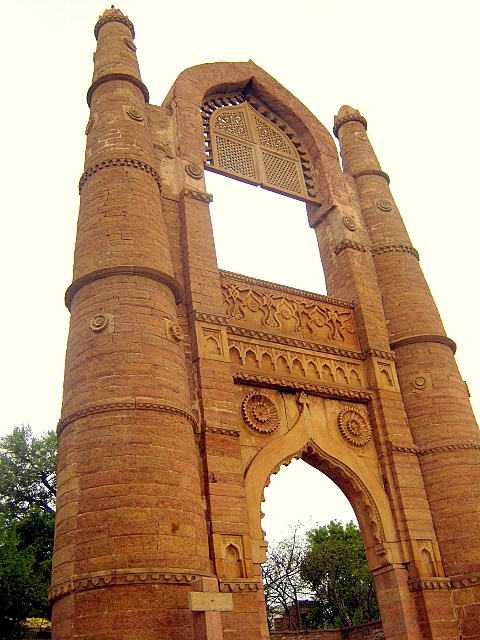
Badal Mahal Darwaza, Chanderi

## Skulptur
Bereits im 6./7. Jahrhundert wurden Buddha- oder Tirthankara-Figuren innerhalb von toranas platziert. In der Blütezeit des hinduistischen Tempelbaus (9.–12. Jahrhundert) wurden die anfänglich recht einfach modellierten Außenwandnischen mit ihren Götterbildnissen als toranas gestaltet und mit kunstvoll und äußerst kleinteilig behauenen Architraven oder Bögen überhöht. Derartige Skulpturensembles präsentieren die jeweiligen Götterfiguren innerhalb eines Torbogens und verleihen ihnen somit einen würdigen Rahmen. In Tibet bilden sie unter dem Namen Gyab Yol die Rückenlehne eines – ehemals mit tragenden Elefanten und sitzenden Vögeln geschmückten – Thronsitzes.

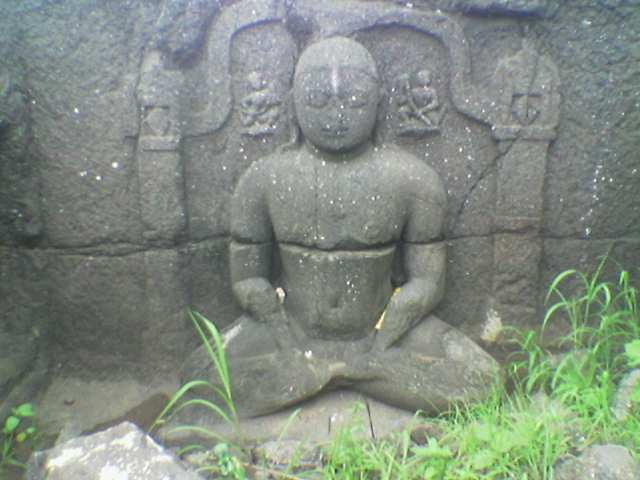
Pandavleni-Höhlen, Nashik – Jaina-Skulptur (Mahavira?) in einem torana
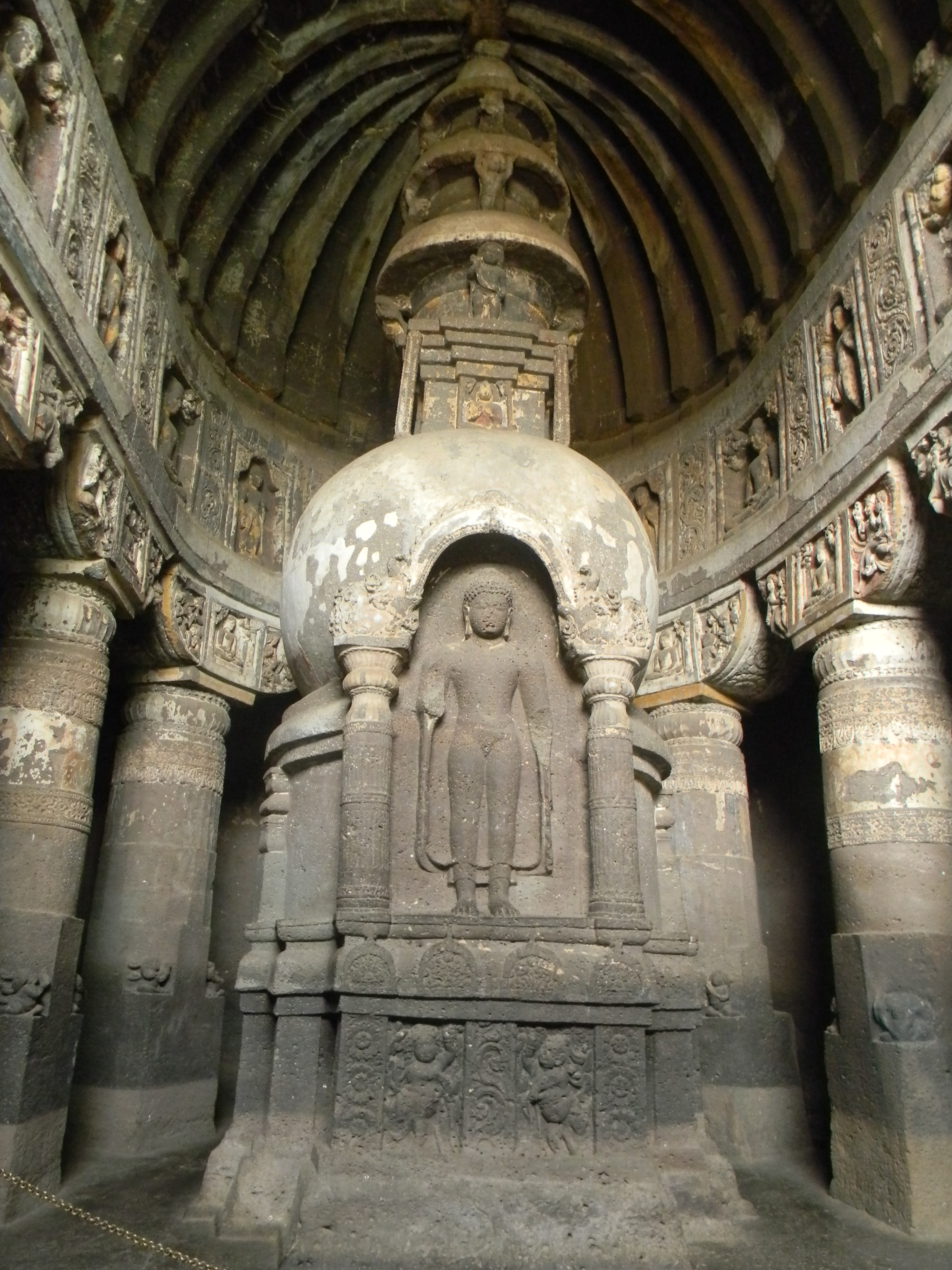
Ajanta (Höhle XIX), Buddha in einem torana
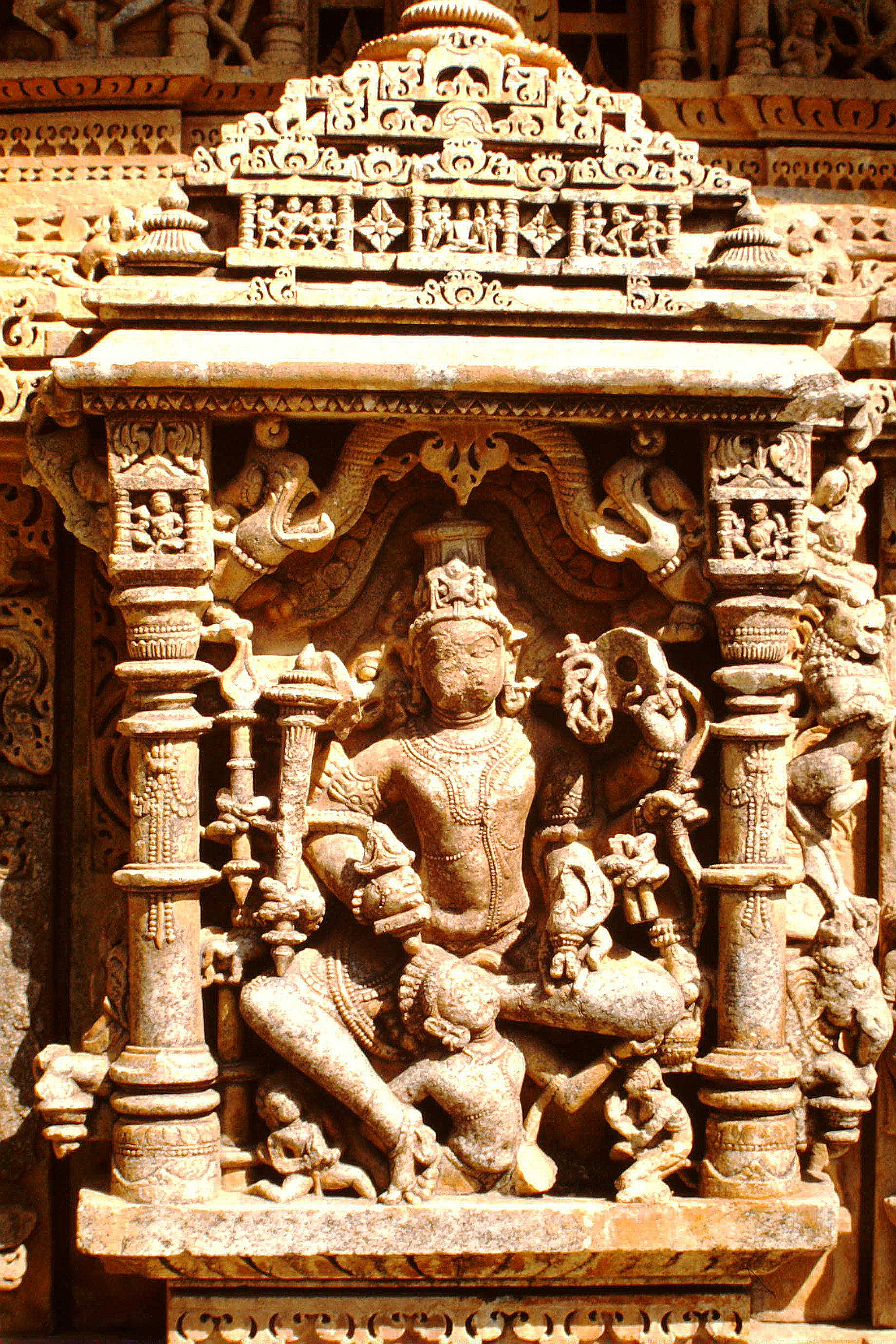
Nagda, torana-Nische
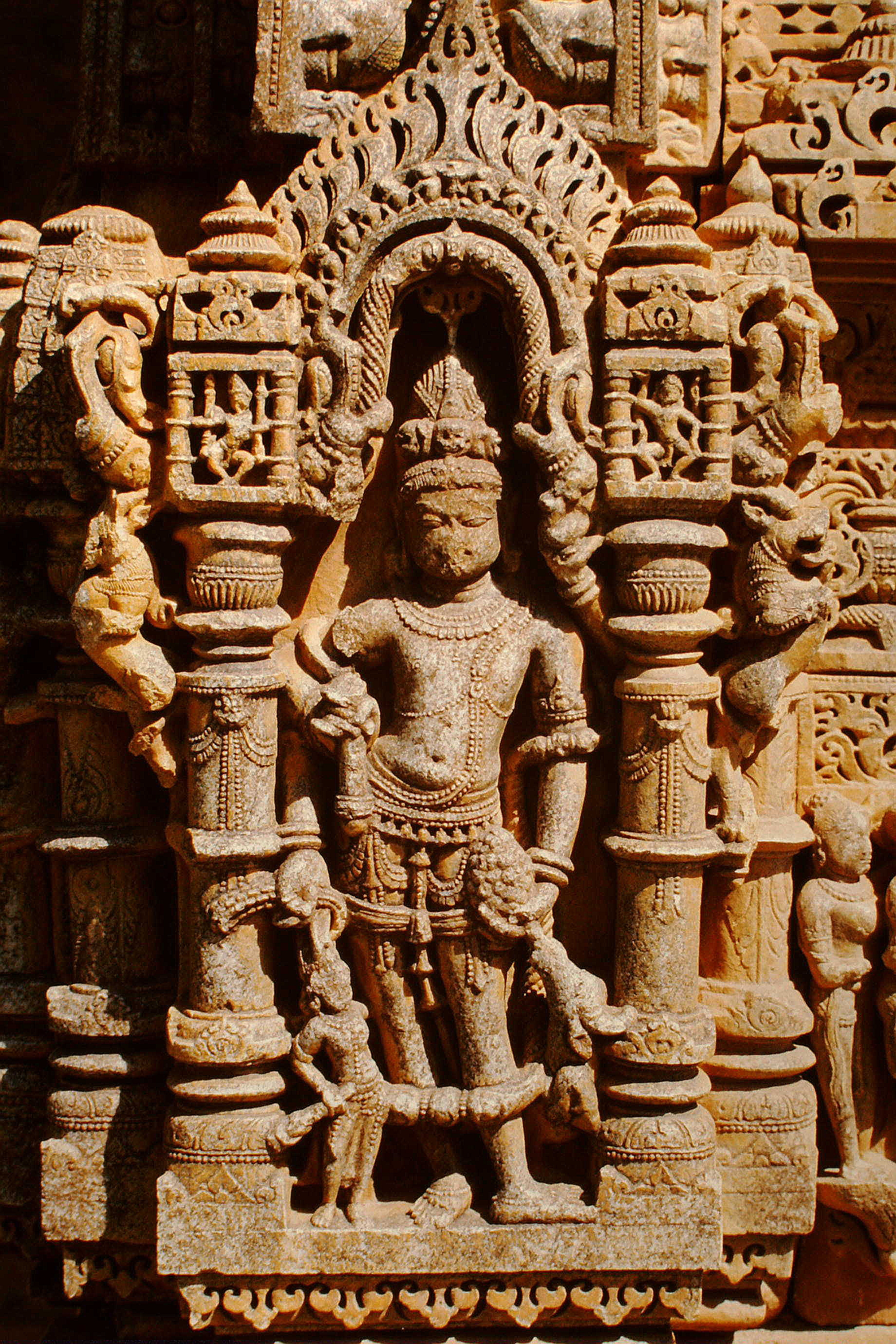
Nagda, torana-Nische
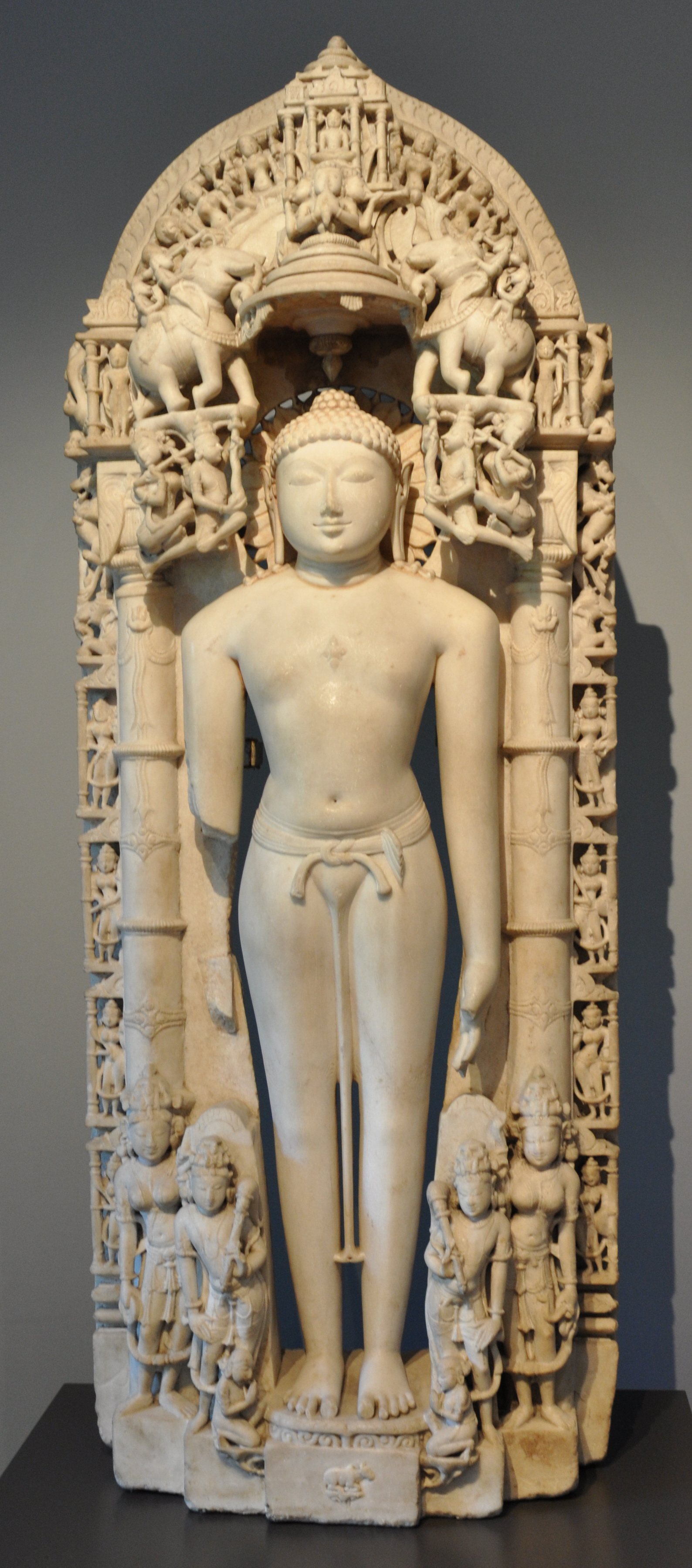
Rishabha in einem torana

## Asien
Indien war das Ursprungsland für die weitere Verbreitung der Toranas in andere Länder und Kulturen Süd- und Ostasiens, wo sie unter anderen Namen bekannt sind:
- Pandol (Sri Lanka)
- Pailou oder Paifeng (China)
- Torii (Japan)
- Hongsalmun (Korea)

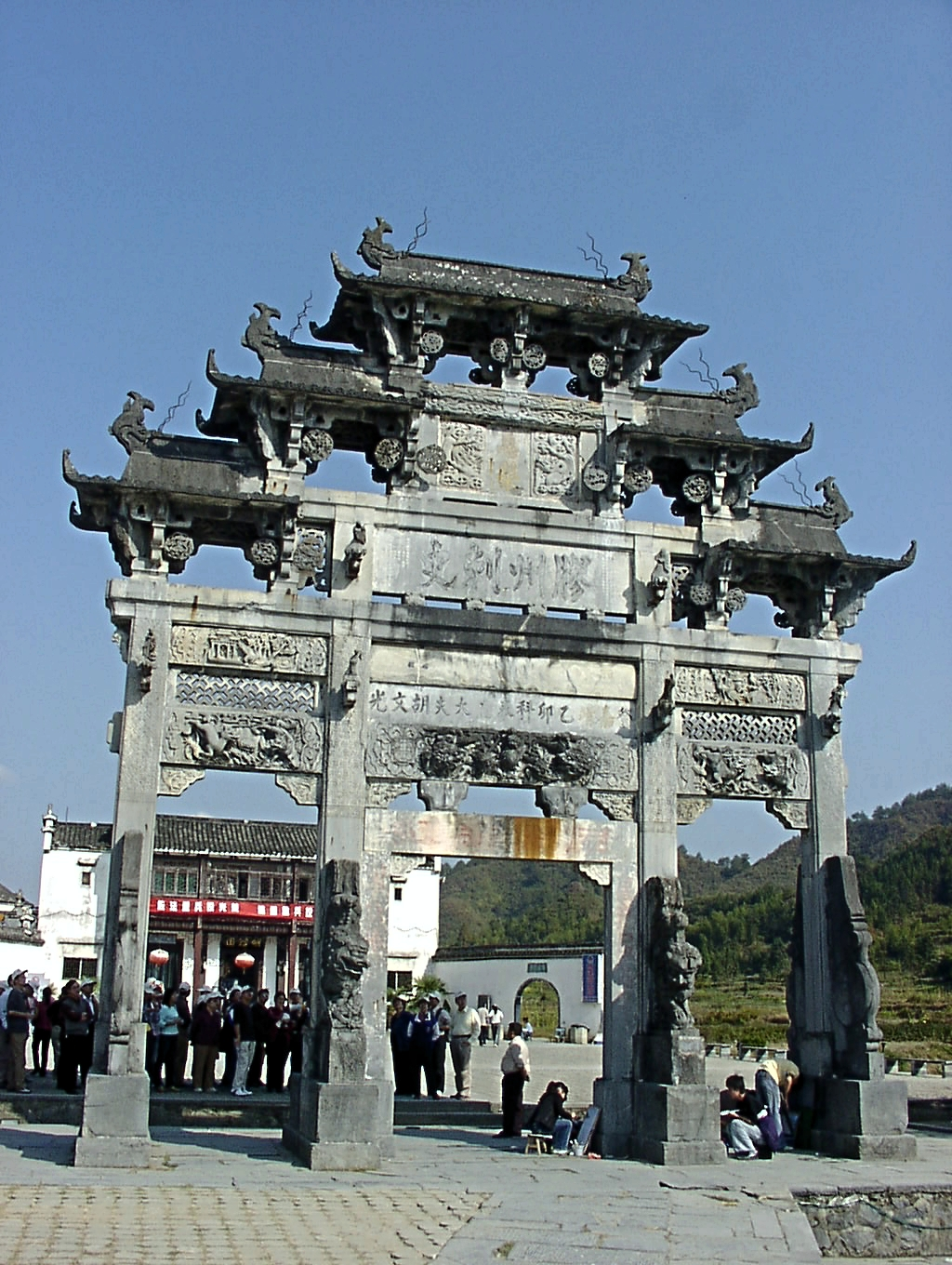
Pailou in Xidi, China
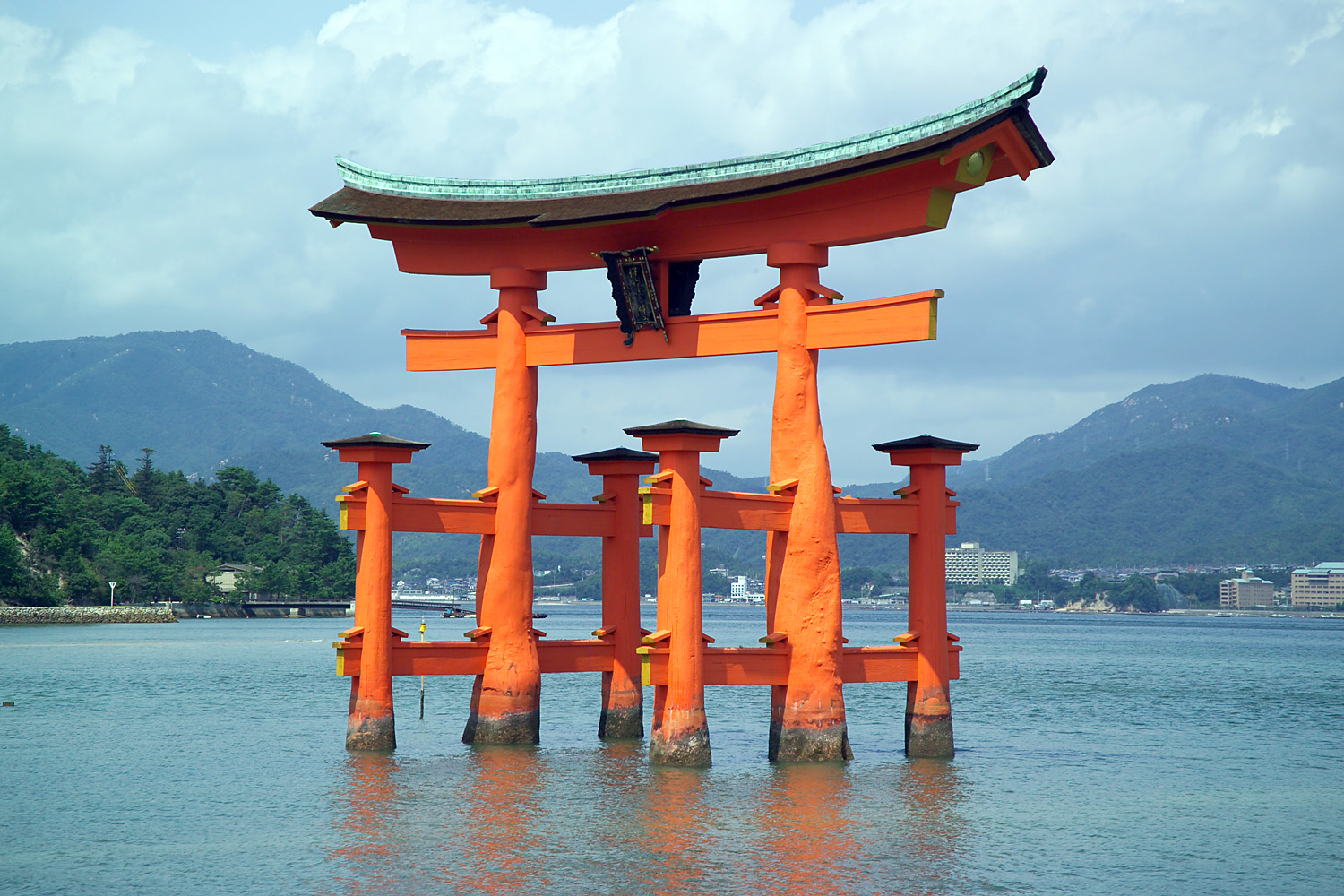
Torii vor dem Itsukushima-Schrein in Japan
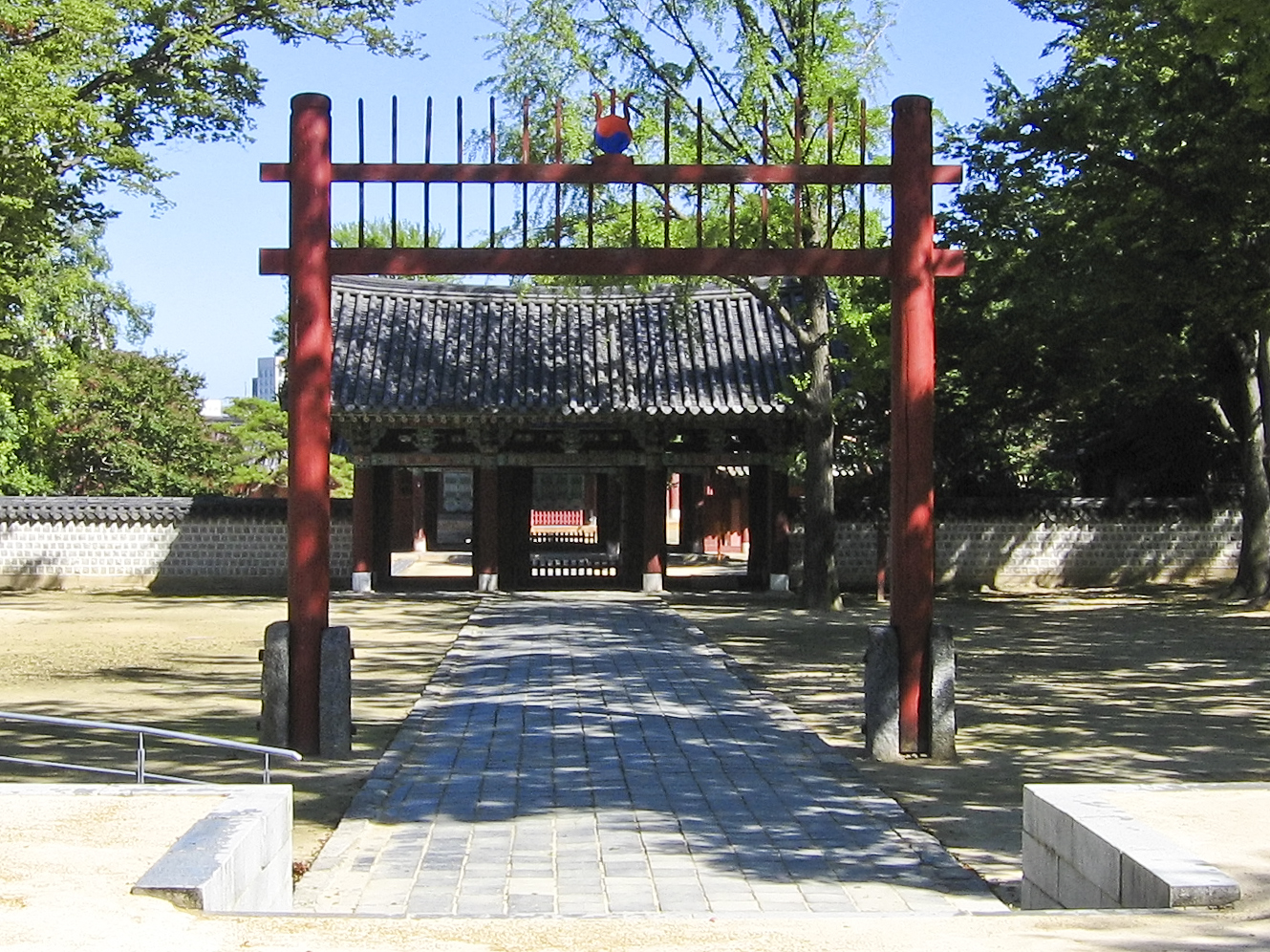
Hongsalmun in Korea

## Neuzeitliche Torbauten
Dass Torbauten auch in der späteren indischen Architektur eine große Bedeutung zukam, ist in den riesigen Gopurams Südindiens (z. B. Minakshi-Tempel, Madurai) ablesbar. In Bombay wurde noch im Jahr 1924 in Erinnerung an den Besuch des britischen Königs Georg V. im Jahr 1911 der Gateway of India genannte Torbau errichtet. Der britische Architekt Edwin Lutyens orientierte sich bei dem Entwurf des 42 Meter hohen Memorialbogens des India Gate in Neu-Delhi am Vorbild des Arc de Triomphe von Paris.